# Dansk fonologi
Dansk fonologi er det danske sprogs lydsystem og lydinventar. Det ligner de andre nordgermanske sprogs fonologier, men har særlige egenskaber, der adskiller den fra de nærmest beslægtede sprog. For eksempel har dansk fonemisk stød og omfattende lenition af lukkelydene /p/, /t/ og /k/, som er hyppigere end i nabosprogene. Bl.a. derfor kan dansk være svært at forstå for nordmænd og svenskere, også selvom de sagtens kan læse dansk.

## Konsonanter
I distinkt udtale er det muligt at skelne mindst 20 konsonanter i de fleste varianter af dansk, herunder 15 konsonantfonemer og fem allofonisk betingede varianter (her markeret med [kantede parenteser]):
|            |            | Labial | Alveolar | Palatal | Velar | Uvular/ Faryngal | Glottal |
| ---------- | ---------- | ------ | -------- | ------- | ----- | ---------------- | ------- |
| Nasal      | Nasal      | m      | n        |         | [ŋ]   |                  |         |
| Lukkelyd   | Aspireret  | p      | t        | [t͡ɕ]    | k     |                  |         |
| Lukkelyd   | Uaspireret | b      | d        | [t͡ɕ]    | g     |                  |         |
| Kontinuant | Ustemt     | f      | s        | [ɕ]     |       |                  | h       |
| Kontinuant | Stemt      | v      | [ð]      | j       |       | r                |         |
| Kontinuant | Lateral    |        | l        |         |       |                  |         |
| Halvvokal  | Halvvokal  | [ʊ̯]    |          | [ɪ̯]     |       | [ɐ̯]              |         |

| Fonem | Udtale                        | Udtale                                               |
| Fonem | i stavelsesansats             | i stavelseskoda                                      |
| ----- | ----------------------------- | ---------------------------------------------------- |
| /p/   | [pʰ]                          | [b̥]                                                  |
| /b/   | [b̥]                           | [b̥]                                                  |
| /t/   | [tˢ]                          | [d̥]                                                  |
| /d/   | [d̥]                           | [ð̞ˠ̠]                                                 |
| /k/   | [kʰ]                          | [ɡ̊]                                                  |
| /ɡ/   | [ɡ̊]                           | [ɪ̯] efter fortungevokaler, [ʊ̯] efter bagtungevokaler |
| /f/   | [f]                           | [f]                                                  |
| /s/   | [s]                           | [s]                                                  |
| /h/   | [h]                           |                                                      |
| /v/   | [ʋ]                           | [ʊ̯]                                                  |
| /j/   | [j], [ɕ] efter [s] eller [tˢ] | [ɪ̯]                                                  |
| /r/   | [ʁ]                           | [ɐ̯]                                                  |
| /l/   | [l]                           | [l]                                                  |
| /m/   | [m]                           | [m]                                                  |
| /n/   | [n]                           | [n], [ŋ] før /ɡ k/                                   |

- /m, p, b/ er bilabiale, /f, v/ er labiodentale, hvorimod [ʊ̯] er labialiseret og velær.[1][3]
- /n, t, d, l/ er skiftende blevet beskrevet som apikale alveolære [n̺, t̺ˢʰ, d̺˚, l̺][4] og laminale dential-veolære [n̪, t̪ˢʰ, d̪˚, l̪][5]
  - /d/ kan mellem to tryksvage vokaler realiseres som en flap [ɾ].[6][7]
- /p, t, k/ er aspirerede (og /t/ er derudover stærkt affrikeret[8]) ustemt lenis i stavelsesansats: [b̥ʰ, d̥ˢʰ, ɡ̊ʰ] (herefter transskriberet [pʰ, tˢ, kʰ] af pædagogiske hensyn). Aspiration mistes i stavelsescoda.[9]
  - For enkelhedens skyld bliver den aspirerede og affrikerede allofon af /t/ ofte skrevet [d̥ˢ, tˢ], dvs. som om den kun var affrikeret.
  - I nogle varianter af rigsdansk (men ikke københavnsk), er /t/ kun aspireret, men ikke affrikeret.[10]
- /b, d, g/ er uaspireret ustemt lenis i stavelsesansats: [b̥, d̥, ɡ̊]. I stavelseskoda åbnes /d, g/ og nogle gange /b/: [ʊ̯ ð̞ˠ̠ ɪ̯/ʊ̯]. /g/ bliver [ɪ̯] efter fortungevokaler og [ʊ̯] efter bagtungevokaler.[11]
  - Finalt /b, d, g/ kan realiseres som [pʰ, tˢʰ, kʰ], især i distinkt tale. Hvad angår den alveolære lykkelyd, kan den i denne position være enten både aspireret og affrikeret [tˢʰ], eller blot aspireret [tʰ].[12]
- Ifølge Krech et al. (2009) realiseres alle konsonanter som lenis, ikke kun lukkelydene.[13]
- Det eksakte artikulationssted for /k, g/ varierer; det er mere fremskudt (prevelær) [k̟ʰ, ɡ̊˖] før fortungevokaler, og mere tilbagetrukket (postvelær)) [k̠ʰ, ɡ̊˗] før bagtungevokaler. Bornholmsk udviser endnu kraftigere fremrykken af /k, g/ før fortungevokaler, nemlig til palatalt [c, ɟ].[14]
- Ustemte kontinuanter /f, s, h/ og [ɕ] er hæmmelyde.[15]
  - /s/ er en apikal alveolær ikke-tilbagetrukket sibilant [ s̺ ], men nogle talere realiserer fonemet som dentalt [s̪].[4][16][17] Den er altid ustemt.[16]
  - /h/ er kun svagt frikeret.[15] Mellem vokaler er det ofte stemt [ɦ].[18]
  - [ɕ] forekommer kun efter /s/ eller /t/. Siden [j] ikke forekommer efter disse fonemer kan [ɕ] analyseres som /j/, som afstemmes efter ustemt alveolær frikation. Dette gør det unødvendigt at postulere et /ɕ/-fonem.[19]
- Blandt stemte kontinuanter er /l/ en approksimant,[20] hvorimod /v, j, r/ og [ð] veksler mellem at være hæmmelyde og approksimanter:
  - /v/ er enten en stemt hæmmelyd [v] eller, oftere, en stemt approksimant [ʋ], som ifølge Nina Grønnum bedre kan beskrives som en kort stemt labiodental lukkelyd [b̪̆].[21]
  - [ð] er en stemt velariseret laminal alveolær approksimant [ð̠˕ˠ].[22][23][24] Den er svag og minder akustisk om kardinalvokalerne [ɯ] og [ɤ].[23] [ð] kan meget sjældent realiseres som en stemt laminal alveolær ikkesibilant hæmmelyd [ð̠].[25][er den frikative variant også velariseret?]
    - Fonetiker John C. Wells kommenterede på sin blog at [ð] for ham lyder "frygtelig meget som en lateral konsonant".[26] En lignende kommentar kom fra Haberland (1994), som sagde at [ð] ofte forveksles med [l] af dem, der lærer dansk som andetsprog.[27]
    - Det er berettet, at en akustisk lignende lyd (men apikal, og ikke laminal) forekommer som en intervokalisk allofon af /d̠/ i dahalo, som tales i Kenya.[28]

  - /j/ er en approksimant, men når den forekommer ordfinalt efter /l/ udtales den stærkere end normalt, nogle gange endda som en frikativ [ʝ].[29]
  - En anden stemt kontinuant, nemlig den stemte velære hæmmelyd [ɣ] forekom i ældre rigsdansk[30] Nogle ældre talere bruger stadig denne udtale i højere register, men oftere en velær approksimant [ɰ].[31] Den svarer til tre lyde i ny-rigsdansk:
    - [ʊ̯] (fonemisk /v/) efter bagtungevokaler og /r/[30]
    - [ɪ̯] (fonemisk /j/) efter fortungevokaler[30]
    - [j] (fonemisk /j/) efter /l/.[30]

  - /r/ er skiftende blevet beskrevet som:
    - stemt uvulær hæmmelyd [ʁ] eller uvulær approksimant [ʁ̞].[32] Initialt /r/ er oftest en approksimant.[33] Ifølge Nina Grønnum er den frikative variant ustemt [χ].[32]
    - stemt "suprafaryngal" approksimant[34]
    - Stemt faryngal approksimant [ʕ̞][35]
    - Når et ord understreges, kan et ordinitialt /r/ realiseres som en stemt uvulær tremulant [ʀ̝].[6]

  - Den alveolære realisering [r] af /ʁ/ er meget sjælden:
    - Ifølge Torp (2001), forekommer den i nogle varianter af jysk, og kun for nogle talere (mest de ældre). Den alveolære realisering anses for forkert, også i klassisk operasang – dansk er sandsynligvis det eneste europæiske sprog, hvor dette er tilfældet.[36]
    - Ifølge Basbøll (2005) forekom den (eller plejede at forekomme indtil for nylig) i meget gamle former af visse konservative dialekter i Nordjylland og på Bornholm.[37]

  - /l, j, r/ er ustemte [ l̥, ʝ̊ ~ ɕ, ʁ̥] efter aspireret /p, t, k/, idet aspirationen realiseres som afstemning af den følgende sonorant.[38] Bemærk imidlertid at sekvensen /tj/ som regel realiseres som en ustemt alveolopalatal affrikat [t͡ɕ].[39]

Allofonerne kan analyseres til 15 distinkte konsonantfonemer, /p t k b d ɡ m n f s h v j r l/ hvor /p t k d ɡ v j r/ har forskellig udtale i stavelsesansats versus stavelsescoda.
[ŋ] kan analyseres som /n/ da det kun forekommer før /g, k/ og ikke kontrasterer med [n]. Det gør det unødvendigt at postulere et /ŋ/-fonem.

## Vokaler
Nydansk har ca. 20 forskellige vokalfoner. Disse vokaler vises her i snæver transskription. I resten af artiklen udelades de diakritiske tegn.
Vokalsystemet er ustabilt, og det nutidige talesprog er i gang med et sammenfald af flere af disse fonemer. De følgende vokalpar kan falde sammen:
- [eː] med [ɛː][42]
- [e] med [ɛ][42]
- [ɛː] med [æː][42]
- [øː] med [œː][42]
- [ø] med [œ][42]
- [oː] med [ɔː][42]
- [o] med [ɔ][42]

| Fonem | Udtale           | Udtale    | Udtale      |
| Fonem | som udgangspunkt | før /r/   | efter /r/   |
| --- | ---------------- | --------- | ----------- |
| /iː/ | [iː]             | [iː]      | [iː]        |
| /i/ | [i]              | [i]       | [i]         |
| /eː/ | [eː]             | [eː]      | [ɛː] ~ [æː] |
| /e/ | [e]              | [e]       | [ɛ] ~ [æ]   |
| /ɛː/ | [ɛː]             | [æː]      | [æː] / [ɑ]1 |
| /ɛ/ | [ɛ]              | [æ] ~ [a] | [a] / [ɑ]2  |
| /aː/ | [æː]             | [ɑː]      | [ɑː]        |
| /a/ | [a] ~ [æ] / [ɑ]3 | [ɑ]       | [ɑ]         |
| /yː/ | [yː]             | [yː]      | [yː]        |
| /y/ | [y]              | [y]       | [y]         |
| /øː/ | [øː]             | [øː]      | [œː]        |
| /ø/ | [ø]              | [ø]       | [œ] / [ɶ]4  |
| /œː/ | [œː] ~ [ɶː]      | [œː]      | NA          |
| /œ/ | [œ]              | [ɶ] ~ [ʌ] | [œ] ~ [ɶ]   |
| /uː/ | [uː]             | [uː]      | [uː] ~ [oː] |
| /u/ | [u]              | [u]       | [u] ~ [o]   |
| /oː/ | [oː]             | [oː]      | [oː]        |
| /o/ | [o]5 / [ɔ]       | [o]       | [o]5 / [ɔ]  |
| /ɔː/ | [ɔː]             | [ɒː]      | [ɔː]        |
| /ɔ/ | [ʌ] / [ɒ]4       | [ɒ]       | [ʌ] / [ɒ]4  |
| /ə/ | [ə]              | [ɐ]       | [ɐ]         |
| 1. Før /d/ 2. Før labiale og alveolære konsonanter 3. Før labiale og velære konsonanter 4. Før /v/ 5. I åbne stavelser |                  |           |             |

[ə] og [ɐ] forekommer kun i tryksvage stavelser. Med undtagelse af [a], [ʌ], [ə] og [ɐ] kan alle vokaler være enten lange eller korte. Lange vokaler kan have stød, hvilket gør det muligt at skelne mellem 30 forskellige vokaler i trykstærke stavelser. Imidlertid er vokallængde og stød sandsynligvis karakteristika ved stavelsen frem for ved vokalen.
Disse allofoner kan analyseres som 11 distinkte vokaler, hvor allofonisk variation for det meste afhænger af, om vokalen kommer før eller efter /r/. Vokalen /ə/ forekommer kun i tryksvage stavelser. Alle andre fonemer kan forekomme både trykstærkt og tryksvagt.
|           | Fortunge | Fortunge | Midttunge | Bagtunge |
| urundet   | rundet   | urundet  | rundet    |          |
| --------- | -------- | -------- | --------- | -------- |
| Lukket    | i        | y        |           | u        |
| Close-mid | e        | ø        |           | o        |
| Mid       | ɛ        | œ        | ə         | ɔ        |
| Open      |          |          | a         |          |

[a] og [ɑ] er stort set i komplementær fordeling. Imidlertid kan en fortolkning af dem som to fonemer retfærdiggøres med henvisning til den uventede lyd i ord som andre [ˈɑndʁɐ] eller anderledes [ˈɑnɐˌleːð̩s], samt et stigende antal låneord.

## Prosodi

### Tryk
Tryk er fonemisk og adskiller f.eks. billigst [ˈb̥ilisd̥] og bilist [b̥iˈlisd̥]; ligeledes er længde fonemisk.
Ord med tryk har én stavelse med hovedtryk, mens resten er tryksvage, og der kan skelnes flere trykgrader. Placeringen af tryk er en fast del af ordet, men nogle ord har bestemte mønstre for hvordan trykket flytter sig i fx bøjning. Tryk findes aldrig på schwa-vokaler. Tryk kommet fonetisk til udtryk ved hjælp af tonegang, længde og amplitude.
Verber mister tryk (og evt. stød) i disse positioner:
- Med et objekt uden en artikel, f.eks. Jens spiser et brød [ˈjɛns ˈsb̥iːˀsɐ ed̥ ˈb̥ʁœðˀ] i modsætning til Jens spiser brød [ˈjɛns sb̥isɐ ˈb̥ʁœðˀ].[47]
- I navne er der kun tryk på efternavnet, f.eks. [johanə luiːsə ˈhɑɪ̯b̥æɐ̯ˀ] Johanne Luise Heiberg.[47]

### Stød
I modsætning til de andre skandinaviske sprog svensk og norsk har dansk ikke tonemer. Stød svarer på nogle punkter til tonemer, men udtrykkes på anden måde end med tonegang og er distribueret anderledes. I et antal ord med tryk på sidste stavelse kan lange vokaler og sonoranter udvise stød. . Akustisk er vokaler med stød ofte lidt kortere og udviser knirkestemme. Stød var historisk et redundant aspekt ved tryk på enstavelsesord der havde enten en lang vokal eller en final stemt konsonant. Siden dannelsen af nye enstavelsesord er denne association med enstavelsesord ikke længere så stærk. Nogle andre tendenser inkluderer:
- Flerstavelsesord med den bestemte endelse -et kan udvise stød
- Flerstavelseslåneord med finalt tryk på enten en lang vokal eller en vokal med en final sonorant udviser typisk stød[48]

Diftonger med en underliggende lang vokal har altid stød. Disse er [eɪ̯ˀ, ɛɪ̯ˀ, æɪ̯ˀ, øɪ̯ˀ, iʊ̯ˀ, eʊ̯ˀ, ɛʊ̯ˀ, æʊ̯ˀ, yʊ̯ˀ, øʊ̯ˀ, œʊ̯ˀ, oʊ̯ˀ, ɔʊ̯ˀ, iɐ̯ˀ, eɐ̯ˀ, æɐ̯ˀ, yɐ̯ˀ, øɐ̯ˀ, œ̞ɐ̯ˀ, uɐ̯ˀ, oɐ̯ˀ]. Ud af disse har alle undtagen [eɪ̯ˀ, ɛɪ̯ˀ, æɪ̯ˀ, øɪ̯ˀ, æʊ̯ˀ, oʊ̯ˀ, ɔʊ̯ˀ] en tilsvarende stødløs variant, dvs. en med en underliggende kort vokal. Omvendt findes der diftonger der kun forekommer uden stød, nemlig [ɑɪ̯, ʌɪ̯, uɪ̯, ɑʊ̯, ɒʊ̯]. Det betyder, at hverken [ɑ] eller [ʌ] kan starte en diftong med stød (i den sidste vokals tilfælde fordi den altid er kort), hvorimod [ɔ] ikke kan starte en diftong uden stød. Alle diftonger, der ender med [ɐ̯], forekommer både med og uden stød.

### Tonegang
Tonegangen afhænger af en del ting udover at være med til at markere tryk. Trykgruppen, dvs. en trykstærk stavelse og den efterfølgende tryksvage stavelse, udviser bestemte mønstre i forskellige varianter af dansk. Københavnsk når typisk det laveste punkt på den trykstærke stavelse, mens vestdansk tonegang er højest på den trykstærke stavelse indenfor en trykgruppe. I ytringer med flere trykgrupper er den overordnede tendens at tonegangen falder nogenlunde jævnt for hver trykgruppe indtil ytringens afslutning. Tonegangens overordnede bevægelse er med til at markere en ytring som fremsættende eller spørgende, og kan bruges til fremhævning.

## Teksteksempel
Denne tekst er Nordenvinden og Solen. Den lyd som ellers transskriberes med [ɐ̯], transskriberes her med [ʌ̯], og skellet mellem [ɐ] og [ʌ] observeres altså ikke.

### Ortografisk version
Nordenvinden og solen kom engang i strid om, hvem af dem der var den stærkeste. Da så de en vandringsmand, der kom gående, svøbt i en varm kappe. Og de enedes om, at den der først kunne få kappen af ham skulle anses for den stærkeste. Først tog nordenvinden fat, og han blæste og blæste, men jo mere han blæste, des tættere holdt manden kappen sammen om sig. Til sidst måtte nordenvinden give fortabt. Så tog solen fat. Og han skinnede og skinnede, og til sidst fik manden det for varmt og måtte tage kappen af. Da måtte nordenvinden indrømme, at solen var den stærkeste af de to.

### Grov fonetisk transskription
[ˈnoʌ̯ʌnvenˀn̩ ʌ ˈsoːˀl̩n kʰʌm eŋˈɡ̊ɑŋˀ i ˈsd̥ʁiðˀ ˈʌmˀ ˈvɛmˀ ˈa b̥m̩ d̥ɑ vɑ d̥n̩ ˈsd̥æʌ̯ɡ̊əsd̥ə || ˈd̥a ˈsɔːˀ d̥i n̩ ˈvɑnd̥ʁæŋsmanˀ d̥ɑ kʰʌm ˈɡ̊ɔːɔnə | ˈsvøb̥d̥ i n̩ ˈvɑːˀm ˈkʰɑb̥ə | ʌ d̥i ˈeːnð̩ðəs ˈʌmˀ | a ˈd̥ɛnˀ d̥ɑ ˈfœ̞ʌ̯sd̥ kʰu fɔ ˈkʰɑb̥m̩ ˈa hɑm | sɡ̊u ˈanseːˀs fʌ d̥n̩ ˈsd̥æʌ̯ɡ̊əsd̥ə || ˈfœ̞ʌ̯sd̥ tˢo ˈnoʌ̯ʌnvenˀn̩ ˈfad̥ | ʌ han ˈb̥lɛːsd̥ə ʌ ˈb̥lɛːsd̥ə | mɛn jo ˈmeːʌ han ˈb̥lɛːsd̥ə d̥ɛs ˈtˢɛd̥ʌʌ hʌld̥ ˈmanˀn̩ ˈkʰɑb̥m̩ ˈsɑmˀm̩ ˈʌmˀ sɑ || tˢe ˈsisd̥ mʌd̥ə ˈnoʌ̯ʌnvenˀn̩ ɡ̊i fʌˈtˢɑb̥d̥ || ˈsʌ tˢo ˈsoːˀl̩n ˈfad̥ | ʌ han ˈsɡ̊enð̩ðə ʌ ˈsɡ̊enð̩ðə | ʌ tˢe ˈsisd̥ ˈfeɡ̊ ˈmanˀn̩ d̥e fʌ ˈvɑːˀmd̥ ʌ mʌd̥ə tˢa ˈkʰɑb̥m̩ ˈæːˀ || ˈd̥a mʌd̥ə ˈnoʌ̯ʌnvenˀn̩ ˈenʁɶmˀə a ˈsoːˀl̩n vɑ d̥n̩ ˈsd̥æʌ̯ɡ̊əsd̥ə a d̥i ˈtˢoːˀ]

## Yderligere læsning
- Basbøll, Hans (1985), "Stød in modern Danish", Folia Linguistica, De Gruyter, 19: 1-50
- Brink, Lars; Lund, Jørn (1975), Dansk rigsmål 1-2, Copenhagen: Gyldendal
- Brink, Lars; Lund, Jørn (1974), Udtaleforskelle i Danmark, Copenhagen: Gjellerup, ISBN 978-8713019465
- Brink, Lars (1991), Den store danske udtaleordbog, Copenhagen: Munksgaard, ISBN 978-87-16-06649-7
- Fischer-Jørgensen, Eli (1972), "Formant Frequencies of Long and Short Danish Vowels",  i Scherabon Firchow, Evelyn (red.), Studies for Einar Haugen, The Hague: Mouton Publishers, s. 189-200, ASIN B0037F3D1S
- Grønnum, Nina (1992), The groundworks of Danish intonation, Copenhagen: Museum Tuscalanum Press, ISBN 978-8772891699
- Grønnum, Nina (1996), "Danish vowels: Scratching the recent surface in a phonological experiment", Acta Linguistica Hafniensia, Taylor & Francis, 28: 5-63, doi:10.1080/03740463.1996.10416062
- Grønnum, Nina (2007), Rødgrød med fløde – En lille bog om dansk fonetik, Copenhagen: Akademisk Forlag, ISBN 978-87-500-3918-1
- Hansen, Peter Molbæk (1990), Dansk udtale, Copenhagen: Gyldendal, ISBN 978-87-02-05895-6
- Heger, Steffen (2003), Sprog & lyd: Elementær dansk fonetik, Copenhagen: Gjellerup, ISBN 87-500-3089-2
- Lundskær-Nielsen, Tom; Barnes, Michael; Lindskog, Annika (2005), Introduction to Scandinavian phonetics: Danish, Norwegian, and Swedish, Alfabeta, ISBN 978-8763600095
- Molbæk Hansen, Peter (1990), Udtaleordbog, Gyldendal, ISBN 978-87-00-77942-6